# Папа Пије III
Папа Пије III (лат. Pius III; Сијена, 7. јун 1439 — Рим, 18. октобар 1503) је био 215. папа од 2. октобра 1503. до 18. октобра 1503.